# Gnophos boarmioides
Gnophos boarmioides là một loài bướm đêm trong họ Geometridae.